# Цингерле, Андреас
Андре́ас Ци́нгерле (нем. Andreas Zingerle; род. 25 ноября 1961, Разун-Антерсельва, Трентино-Альто-Адидже) — итальянский биатлонист, бронзовый призёр Олимпийских игр 1988 года в эстафете, четырёхкратный чемпион мира, бронзовый призёр чемпионата мира 1986 года в эстафете.
На Олимпийских играх 1992 года в Альбервиле 30-летний Цингерле был близок к победе в индивидуальной гонке, когда прошёл три первых рубежа без промахов и лидировал с запасом более минуты. Однако на последнем рубеже итальянец промахнулся сразу 4 раза и в итоге не попал даже в 10-ку. На следующий год Цингерле стал чемпионом мира в индивидуальной гонке.